# 卡洛斯胡利奧阿羅塞梅納托拉縣
1°10′S 77°51′W / 1.167°S 77.850°W
卡洛斯胡利奧阿羅塞梅納托拉縣（西班牙語：Cantón Carlos Julio Arosemena Tola），是厄瓜多爾的縣份，位於該國中部，由納波省負責管轄，面積501.2平方公里，海拔高度500米，2001年人口2,943，人口密度每平方公里5.87人。